# 小林龍生
小林 龍生（こばやし たつお、1951年7月 - ）は、日本の国際標準アーキテクトである。

## 略歴
1951年7月、東京都生まれ。神奈川県立湘南高等学校、東京大学教養学部科学史科哲学分科卒業。小学館で編集者として勤務の後、1989年（平成元年）7月、(株)ジャストシステムに転職。製品企画に携わる。かな漢字変換ATOK監修委員会の設立などを通して、テクノロジーと言語・文化の融合を志す。
文字コード問題では、(株)ジャストシステムの代表として、Unicode Technical Committeeに参加すると同時に、情報処理学会情報規格調査会JSC2委員会委員、漢字WG小委員会主査として、ISO/IEC JTC1/SC2、同SC2/WG2、同 SC2/WG2/IRGなどの国際会議に出席、ISO策定を行う。

## 業績

### 標準化活動
- 1997年（平成9年） ユニコードコンソーシアム ディレクター
- 1999年（平成11年） 有限会社スコレックス(Scholex)を設立、2001年（平成13年）4月 取締役
- 2001年（平成13年）3月 Language Diversity in Network Society（開催地：パリ、主催：French Commission for UNESCO）にて報告
- 2001年（平成13年）9月 Language in Cyberspace（開催地：ソウル、主催：Korean Commission for UNESCO）にて報告
- 2004年（平成16年）-2010年（平成22年） ISO/IEC JTC1/SC2 議長
- 2006年（平成18年） W3C Japanese Text Layout Task Force 議長
- 2010年（平成22年） IVS技術促進協議会 理事
- 2011年（平成23年） 日本電子出版協会 フェロー

### 委員会
- 情報処理学会情報規格調査会JSC2委員会（ISO/IEC JTC1/SC2、同WG2、IRG対応）

## 著書

### 単著
- 『ユニコード戦記 文字符号の国際標準化バトル』東京電機大学出版局、2011年6月10日。ISBN 978-4-501-54970-1。
- 『EPUB戦記 電子書籍の国際標準化バトル』慶應義塾大学出版会、2016年8月11日。ISBN 978-4-7664-2363-1。

### 共著
- 安斎利洋、伊吹竜『ターボ グラフィックス TURBO Pascalを使って本格的CGに挑戦しよう』JICC出版局〈PUG books〉、1987年4月。ISBN 4-88063-275-9。
- 安斎利洋、伊吹竜『ターボ グラフィックス TURBO Pascal ver.5を使って本格的CGに挑戦しよう』JICC出版局〈PUG books〉、1991年3月。ISBN 4-88063-957-5。
- 平凡社編 編「要求する側の責任ということについて」『電脳文化と漢字のゆくえ』平凡社、1998年1月。ISBN 4-582-40322-0。
- 山崎正和・西垣通編 編「多言語情報処理の社会学」『文化としてのIT革命』晶文社、2000年10月。ISBN 4-7949-6462-5。

### 編著
- 小林龍生ほか編 編『インターネット時代の文字コード』共立出版〈bit別冊〉、2002年1月。ISBN 4-320-12038-8。
  - （前書き）インターネット時代の文字コード
  - （後書き）日本の符号化文字集合と社会

## 論文
- 小林龍生「情報交換用符号化文字集合と人名用漢字使用の実情」『情報管理』第55巻第3号、科学技術振興機構、2012年、147-156頁、doi:10.1241/johokanri.55.147、ISSN 0021-7298、NAID 130001855925。
- 小林龍生「標準化よもやま話 : 少数利用者文字と歴史的文字の標準化とIT業界」『情報処理』第47巻第8号、2006年8月、872頁、NAID 170000143163。
- 小林龍生「字体と字形の狭間で 文字情報基盤整備事業を例として」『情報管理』第58巻第3号、科学技術振興機構、2015年、176-184頁、doi:10.1241/johokanri.58.176、ISSN 0021-7298、NAID 130005071770。
- 小林龍生「国際標準化活動の戦略と戦術─文字情報基盤整備事業の国際標準化活動を例に─」『デジタルプラクティス』第10巻第1号、2019年1月、7-24頁、ISSN 2188-4390、NAID 170000149963。
- 小林龍生「新元号と文字コードの国際標準を巡って」『カレントアウェアネス』第342号、日本図書館協会、2019年12月、9-11頁、ISSN 0387-8007、NAID 40022110432。